# 和銅
和銅（708年正月十一—715年九月初二）是飛鳥時代、奈良時代元明天皇、元正天皇的年號。

## 改元
- 庆云五年正月十一（708年2月7日）：改元和铜。
- 和铜八年九月初二（715年10月3日）：改元灵龟。

## 來源
根據《續日本紀》巻四記載，在武蔵國秩父郡（現在埼玉縣秩父市黒谷）發現了一種被稱為和銅（ニギアカガネ）的銅塊，獻給朝廷後，年號由慶雲改為「和銅」。

## 大事記

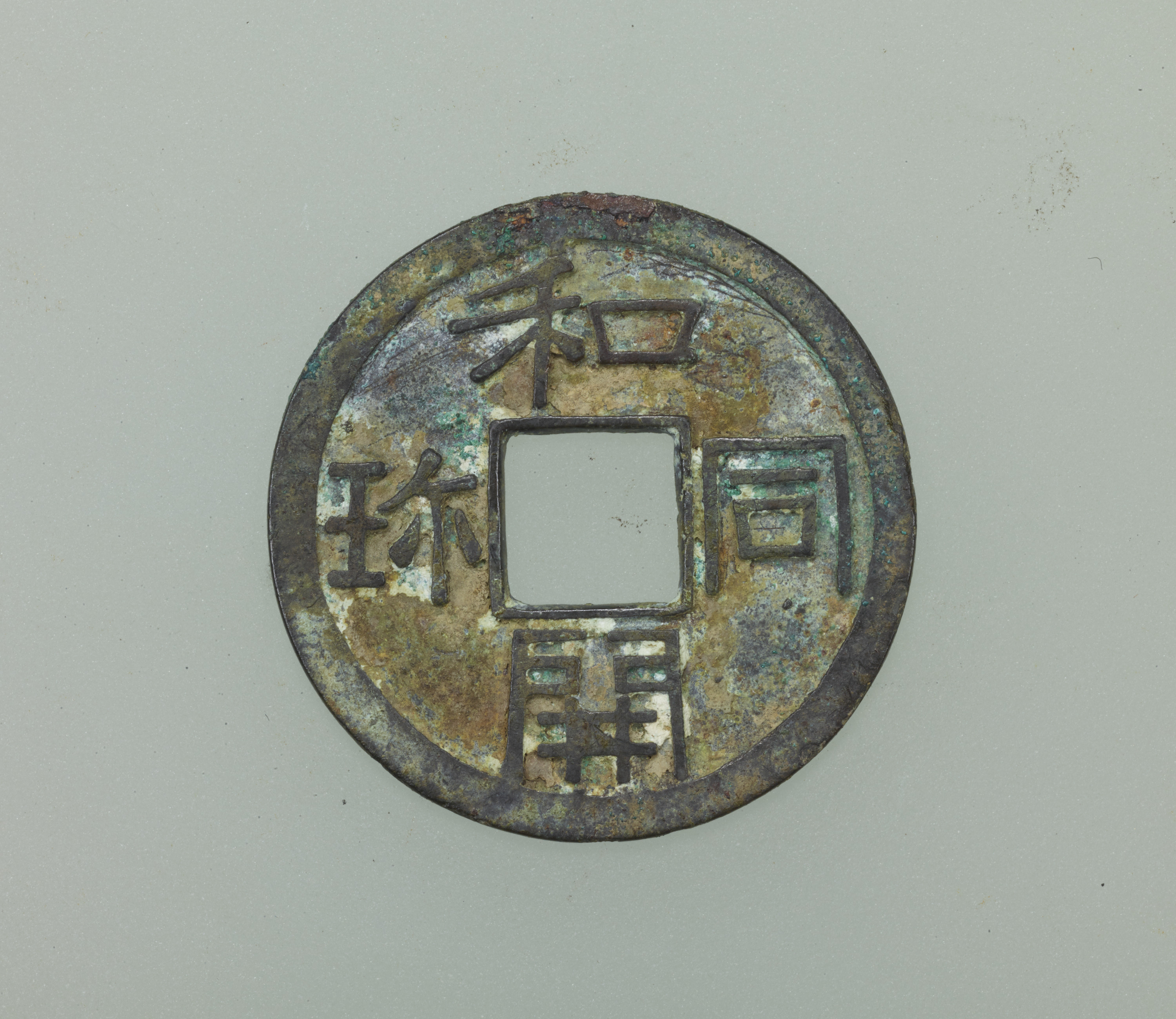
崇福寺蹟出土的「和同開珎」（東京國立博物館藏）

## 紀年
| 和銅 | 元年  | 二年  | 三年  | 四年  | 五年  | 六年  | 七年  | 八年  |
| 公元 | 708年 | 709年 | 710年 | 711年 | 712年 | 713年 | 714年 | 715年 |
| 干支 | 戊申  | 己酉  | 庚戌  | 辛亥  | 壬子  | 癸丑  | 甲寅  | 乙卯  |

## 參看
- 日本年號列表
- 同期存在的其他政权的紀年
  - 景龍（707年九月—710年六月）：唐朝唐中宗之年號
  - 唐隆（710年六月—七月）：唐少帝李重茂之年號
  - 中元克復（710年七月—八月）：唐朝貴族領袖譙王李重福之年號
  - 景雲（710年七月—712年正月）：唐朝唐睿宗之年號
  - 太極（712年正月—四月）：唐朝唐睿宗之年號
  - 延和（712年五月—八月）：唐朝唐睿宗之年號
  - 先天（712年八月—713年十一月）：唐朝唐玄宗之年號
  - 開元（713年十二月—741年十二月）：唐朝唐玄宗之年號